# Lemna
Lemna L. è un genere di piante acquatiche della famiglia delle Aracee, comunemente note come lenticchie d'acqua.

## Distribuzione e habitat
Il genere ha una distribuzione cosmopolita.

## Tassonomia
Comprende le seguenti specie:
- Lemna aequinoctialis Welw.
- Lemna disperma Hegelm.
- Lemna gibba L.
- Lemna japonica Landolt
- Lemna landoltii Halder & Venu
- Lemna minor L.
- Lemna minuta Kunth
- Lemna obscura (Austin) Daubs
- Lemna perpusilla Torr.
- Lemna tenera Kurz
- Lemna trisulca L.
- Lemna turionifera Landolt
- Lemna valdiviana Phil.